# 激亀忍者伝
『激亀忍者伝』（げきかめにんじゃでん）（英語圏タイトル：Teenage Mutant Ninja Turtles）は、1989年にコナミから発売されたファミリーコンピュータ（FC）用アクションゲーム。
『ミュータント・タートルズ』を題材にした初のゲーム化作品で、全世界で400万本のセールスを記録した。

## あらすじ
日本からニューヨークに渡った忍者の浜渡 善（はまと よし）は弟子の尾碌 沙鬼（おろく さき）の裏切りでネズミに姿を変えられてしまう。しかし、このとき沙鬼が使った生体変換銃「MTガン」の力で浜渡が飼っていた4匹の亀たちもミュータントとなったことは気づかれていなかった。浜渡はスプリンターと名を変え、亀たちに「レオナルド」「ラファエル」「ミケランジェロ」「ドナテルロ」と名付け、忍術を教え、亀忍者として鍛えていった。
それから12年が経ったある日、スプリンターの一人娘エイプリルが悪の犯罪組織フットクラン(Foot Clan)に誘拐されてしまう。フットクランの首領「シュレッダー」こそ、かつてスプリンターを陥れた沙鬼だった。亀忍者たちはシュレッダーを倒すためにフットクランに戦いを挑む。
亀忍者の最初の目的は、市内のどこかでビボップとロックステディーに捕らえられているエイプリルを救出すること。エイプリルを救出した後、亀忍者はダムを破壊するために設置された爆弾を解除し、メカタートルからスプリンターを救出し、ビッグマウサーを破壊し、テクノドロームを見つけ、最終的にシュレッダーを倒す必要がある。

## 登場キャラクター
レオナルド（レオ） Leonardo
亀忍者のリーダーで完璧主義者。武器は刀を使い、リーチが長いためフロアの下にいる敵にも攻撃が届く。
ラファエル（ラフ） Raphael
短気な性格の亀忍者。武器はサイで、リーチは短いが攻撃の出が早い。
ドナテルロ（ドン） Donatello
天才的な頭脳を持ち、メカが得意な亀忍者。武器は棒で、リーチが長く威力も高い。
ミケランジェロ（マイク） Michaelangelo
ピザが好きなお調子者の亀忍者。武器はヌンチャクで足元の攻撃が得意。

## ゲーム内容
激亀忍者伝は1人プレイ用のアクションゲームである。プレイヤーは亀忍者のリーダー「レオナルド」としてゲームを開始するが、スタートボタンを押してインフォメーション画面にアクセスすることで、いつでも他の亀忍者に切り替えることができる。インフォメーション画面では、各亀忍者のステータス、所持アイテム、現在のエリアのマップグリッド、およびスプリンターまたはエイプリルからのメッセージが表示される。各亀忍者はそれぞれ異なる武器を持っており、攻撃速度、攻撃力、リーチが異なる。プレイヤーの操作する亀忍者のライフゲージが0になったり、致命的な罠に陥ったり、ローラーカーにひかれたりすると敵に捕らえられ、プレイヤーは残りの亀忍者に変更される。4人の亀忍者がすべて捕獲されるとゲームオーバーになる。捕獲された亀忍者をエリア3から始まる各ステージで1回救助する機会がある。ゲームには合計6つのエリアがある。
ゲームは主に俯瞰視点の地上画面と、横スクロールの地下画面がある。地上画面では4方向に移動可能で、攻撃も可能となっている。地上画面で地下へと続くマンホールやビルの入り口に入ると、横スクロール画面に切り替わる。
横スクロール画面では、ジャンプ、しゃがみ、攻撃、武器アイテム使用などのアクションを行える。武器アイテムには、「シュリケンシングル」、「シュリケントリプル」、「ブーメラン」、三日月形のビームに拡大してボスキャラクターにも大ダメージを与える巻物「気合い」がある。これらのアイテムは時々敵が落とす。武器アイテムは回数制限があるが、ブーメランはプレイヤーが戻ってきたときにキャッチすれば再利用できる。主武器は上向きまたは下向きに攻撃することもできる。
一部のステージでは、特定の目的がある（アイテムを取得する、ボスを倒すなど）。ただし、ほとんどのステージでの目標は出口に到達し、以前はアクセスできなかった場所の地上マップに戻ることである。プレイヤーは敵のキャラクターに遭遇し、武器や特別なアイテムを入手し、ライフを回復するためにピザを集める。
エリア2の後半では、亀忍者がハドソン川に飛び込む。ここではジャンプボタンを連続で押すことで泳ぐことができる。このエリアでは、亀忍者は2分20秒以内に、罠をかいくぐって8つの時限爆弾を見つけて解除する必要がある。

## リリース

### 地域の違い
日本では1989年5月12日にファミリーコンピュータ（ファミコン）用に『激亀忍者伝』というタイトルでリリースされた。この時期、アニメシリーズも日本ではまだリリースされておらず、日本最初のT.M.N.T.作品となった。日本版では一部設定が変更されており、エイプリル・オニールは原作ではタートルズの知人だが、本作ではスプリンターの娘になっている。
北米では日本より1か月遅れでNES用ソフトとしてリリースされた。タイトルは原作と同じで『Teenage Mutant Ninja Turtles』。グラフィックやゲームシステムは日本で発売されたファミコン版とほぼ同じ。テレビアニメ第2シーズン後に発売された。
ヨーロッパでは『Teenage Mutant Hero Turtles』としてリリースされた。オーストラリア版はタイトルを変更せずリリースされた。カバーアートは同じだが、背景は灰色になっている。

### 移植
PC版
1990年にはコモドール64、ZX Spectrum、Atari ST、Amigaなどのさまざまな家庭用コンピュータープラットフォームに移植された。1991年3月から8月までの6か月間、英国で最も売れたスペクトラム用ゲームだった。DOS版とAmiga版は不正行為やグリッチなしでは交差できないギャップが含まれているため悪名高い。
バーチャルコンソール
2007年にWiiのバーチャルコンソールでリリースされた。ヨーロッパとオーストラリアのWii向けに500ポイントでリリースされ、後に600Wiiポイントに引き上げられた。北米ではライセンスの問題により、2007年4月2日にWii向けに600ポイント（平均的なNESゲームよりも100ポイント高い）の価格でリリースされた。これは、北米およびヨーロッパのバーチャルコンソールで配信される最初の版権物のゲームだった。ライセンスの問題により、2012年1月24日に日本で、2012年1月26日に北米とヨーロッパで Wiiショップチャンネルから削除された。
T.M.N.T.カワバンガコレクション
2022年8月31日発売の『T.M.N.T.カワバンガコレクション』(Teenage Mutant Ninja Turtles: The Cowabunga Collection) にファミコン/NES版が他のT.M.N.T.のゲームと共に収録され、PlayStation 5、PlayStation 4、Xbox Series X/S、Xbox One、Nintendo Switch、PC(Steam)用ゲームとしてリリースされた。

## 評価
ゲームは商業的な成功を収めた。1990年5月までに米国で100万本以上売れた。1990年の終わりまでに世界中で400万本以上売れ、コナミは1億2500万ドル（インフレ調整後は2億7300万ドル）を獲得した。しかし、ゲームの評価は賛否両論だった。ニンテンドウパワーは5点満点で4点をつけ、「優れた操作性」と「非常にシャープなグラフィックス」を賞賛しつつも、「失望」と表現している。
ZXSpectrum移植版はより積極的に見直された。シンクレアはゲームに90％の評価を与え、ゲームのカラフルで漫画的なグラフィックとムーブセットを賞賛すると同時に、水中ステージを批判した。
2007年にバーチャルコンソールでファミコン（NES）版が再リリースされが、否定的なレビューが集まった。GameSpotのフランク・プロボは、10点満点中2.7点を与えた。これは、ゲームの難易度が高いことと、ゲームの洗練されていない面白くない性質を評価の理由として挙げている。プロボはまた、ゲームの音楽は明るいが、音楽とゲームは他のTMNTゲームより認識可能な特徴を欠いていると述べた。IGN のマーク・バーンバウムは時代遅れであり、ノスタルジックでハードコアなファンのみを対象としていることを指摘し、10点中5.5点と評価。コントロールが貧弱で、敵は当たり障りがなく、レベルデザインとキャラクターはゲームでネガティブだったと述べた。両方のレビュアーは、再リリースされなかったコナミの後のタートルズのゲームと比較してその品質が低いことも挙げている。

## 続編
この作品はファミコンとスーパーファミコンで3作の続編が作られた。ただし、続編のゲームシステムはアーケード版『T.M.N.T. 〜スーパー亀忍者〜』をベースにしたベルトスクロールアクションゲームになっている。タイトルは日本でも原作を踏襲したものになったため「激亀忍者伝」というタイトルは1作のみとなった。このため、日本版と北米版ではナンバリングが1作分ずれている（日本のT.M.N.T.2が北米ではT.M.N.T.IIIになっている）。
- 1990年『ティーンエージ ミュータント ニンジャ タートルズ』（Teenage Mutant Ninja Turtles II: The Arcade Game）
- 1991年『ティーンエージ ミュータント ニンジャ タートルズ2 ザ マンハッタン プロジェクト』（Teenage Mutant Ninja Turtles III: The Manhattan Project）
- 1992年『ティーンエージ ミュータント ニンジャ タートルズ タートルズ イン タイム』（Teenage Mutant Ninja Turtles IV: Turtles in Time）